# Australian Open 2020 - Singolare maschile in carrozzina
Gustavo Fernández era il detentore del titolo, ma è stato battuto ai quarti di finale da Gordon Reid.
In finale Shingo Kunieda ha battuto Reid con il punteggio di 6-4, 6-4.

## Teste di serie
1. Shingo Kunieda (campione)

1. Gustavo Fernández (quarti di finale)

## Tabellone

### Legenda
| - Q = Qualificato - WC = Wild card - LL = Lucky loser | - ALT = Alternate - SE = Special Exempt - PR = Protected Ranking | - w/o = Walkover - r = Ritirato - d = Squalificato |

|  | Quarti di finale | Quarti di finale  | Quarti di finale | Quarti di finale | Quarti di finale |  |  | Semifinali | Semifinali     | Semifinali     | Semifinali  | Semifinali  |   |   | Finale | Finale         | Finale         | Finale | Finale |  |
|  |                  |                   |                  |                  |                  |  |  |            |                |                |             |             |   |   |        |                |                |        |        |  |
|  | 1                | Shingo Kunieda    | Shingo Kunieda   | 6                | 6                |  |  |            |                |                |             |             |   |   |        |                |                |        |        |  |
|  |                  | Nicolas Peifer    | Nicolas Peifer   | 4                | 4                |  |  | 1          | Shingo Kunieda | Shingo Kunieda | 6           | 6           |   |   |        |                |                |        |        |  |
|  |                  | Stéphane Houdet   | Stéphane Houdet  | 3                | 4                |  |  |            | Alfie Hewett   | Alfie Hewett   | 3           | 3           |   |   |        |                |                |        |        |  |
|  |                  | Alfie Hewett      | Alfie Hewett     | 6                | 6                |  |  |            |                |                |             |             |   |   | 1      | Shingo Kunieda | Shingo Kunieda | 6      | 6      |  |
|  | WC               | Ben Weekes        | Ben Weekes       | 0                | 2                |  |  |            |                |                | Gordon Reid | Gordon Reid | 4 | 4 |        |                |                |        |        |  |
|  |                  | Joachim Gérard    | Joachim Gérard   | 6                | 6                |  |  |            | Joachim Gérard | Joachim Gérard | 4           | 5           |   |   |        |                |                |        |        |  |
|  |                  | Gordon Reid       | 6                | 6(3)             | 6                |  |  |            | Gordon Reid    | Gordon Reid    | 6           | 7           |   |   |        |                |                |        |        |  |
|  | 2                | Gustavo Fernández | 3                | 7                | 2                |  |  |            |                |                |             |             |   |   |        |                |                |        |        |  |